# La Soledad Piedra Ancha
La Soledad Piedra Ancha är en ort i Mexiko.   Den ligger i kommunen San Bartolomé Ayautla och delstaten Oaxaca, i den sydöstra delen av landet, 300 km sydost om huvudstaden Mexico City. La Soledad Piedra Ancha ligger 1 138 meter över havet och antalet invånare är 572.
Terrängen runt La Soledad Piedra Ancha är huvudsakligen bergig, men åt nordost är den kuperad. Terrängen runt La Soledad Piedra Ancha sluttar söderut. Runt La Soledad Piedra Ancha är det ganska tätbefolkat, med 56 invånare per kvadratkilometer. Närmaste större samhälle är Huautla de Jiménez, 17,4 km nordväst om La Soledad Piedra Ancha. I omgivningarna runt La Soledad Piedra Ancha växer i huvudsak städsegrön lövskog.